# Lijst van professioneel worstelaars
Dit is een alfabetische lijst van professioneel worstelaars met een artikel op Wikipedia.

## A
Brian Adams -
Brooke Adams -
Lacey Von Erich -
Aaron Aguilera -
Adnan Al-Kaissie -
Louis Vincent Albano -
Brent Albright -
Nick Aldis -
Arn Anderson -
Ken Anderson -
André the Giant -
Eric Angle -
Kurt Angle -
Afa Anoa'i -
Joe Anoa'i -
Lloyd Anoa'i -
Matt Anoa'i -
Samula Anoa'i -
Sika Anoa'i -
Afa Anoa'i Jr. -
Rodney Anoa'i -
Ronnie Arneill -
Tony Atlas -
Stone Cold Steve Austin -
Mike Awesome

## B
Bob Backlund -
Doug Basham -
David Bautista -
Brittany Beede -
Carlene Begnaud -
Shelton Benjamin -
Stu Bennett -
Chris Benoit -
Bam Bam Bigelow -
Adam Birch -
Frederick Blassie -
Matt Bloom -
Nick Bockwinkel -
Larry Booker -
Steve Borden -
Brad Bradley -
Bobo Brazil -
Adolfo Bresciano -
Jack Brisco -
Floyd Gerald Brisco -
D'Lo Brown -
Terry Brunk -
Thaddeus Bullard -
Paul Burchill -
Judy Grable

## C
Lance Cade -
Mark Calaway -
Mark Canterbury -
Matt Cappotelli -
Stacy Carter -
John Cena -
Christopher Chavis -
Kipp Christianson -
Chyna -
Bryan Clark -
Allen Coage -
Abe Coleman -
Eldridge Wayne Coleman -
Carlos Colón Jr. -
Carlos Colón -
Eddie Colón -
Scott Colton -
Cliff Compton -
Rico Constantino -
Mark Copani -
Adam Copeland -
Victoria Crawford -
Consequences Creed

## D
Shawn Daivari -
Bryan Danielson -
Barry Darsow -
Big Dick Johnson -
Serena Deeb -
Ted DiBiase Jr. -
Ted DiBiase -
Nick Dinsmore -
Kenneth Doane -
Steve Doll -
Dory Funk Jr. -
Shane Douglas -
Tommy Dreamer -
Kara Drew -
Jim Duggan -
Amy Dumas -
Bill Dundee -
Dynamite Kid

## E
Bill Eadie -
Conrad Efraim -
Layla El -
The Fabulous Moolah -
Jon Emminger -
Armando Estrada -
Sid Eudy -
Sean Evans -
Tyrone Evans

## F
Ed Farhat -
Stephen Farrelly -
Roy Wayne Farris -
Edward Fatu -
Jonathan Fatu -
Joshua Fatu -
Sam Fatu -
Solofa Fatu -
Ray Fernandez -
Dave Finlay -
David Flair -
Ric Flair -
Jillian Hall -
Reid Fliehr -
Mick Foley -
Angela Fong -
Keith Franke -
Nelson Frazier Jr. -
Uncle Elmer -
Harry Fujiwara -
James Fullington -
Shoichi Funaki -
Dory Funk -
Terry Funk

## G
Greg Gagne -
Verne Gagne -
Anthony Garcia -
Scott Garland -
Shad Gaspard -
Terry Gerin -
Lionel Giroux -
René Goguen -
Bill Goldberg -
Giant González -
Jonathan Good - 
Ray Gordy -
Terry Gordy -
Eddie Graham -
Noreen Kristina Greenwald -
Juventud Guerrera -
Chavo Guerrero jr. -
Chavo Guerrero sr. -
Eddie Guerrero -
Gory Guerrero -
Héctor Guerrero

## H
Charlie Haas -
Russ Haas -
Scott Hall -
Tony Halme -
Drew Hankinson -
Jeff Hardy -
Matt Hardy -
Bret Hart -
Owen Hart -
Stu Hart -
Joshua Harter -
Road Warrior Hawk -
Jon Heidenreich -
James Hellwig -
Gregory Helms -
Christy Hemme -
Curtis Hennig -
Joe Hennig -
John Hennigan -
Mark Henry -
Hulk Hogan -
Daniel Hollie -
Bob Holly -
Lance Hoyt -
Booker Huffman -
Maven Huffman -
Devon Hughes -
Matt Hyson

## I
Antonio Inoki -
Scott Irwin

## J
Ezekiel Jackson -
Glenn Jacobs -
Brian Girard James -
Joseph James Jr. -
Mickie James -
Marty Jannetty -
Jeff Jarrett -
Jerry Jarrett -
Chris Jericho -
Ahmed Johnson -
Dwayne Johnson -
Grady Johnson -
Rocky Johnson -
A.J. Styles -
Mike Jones -
Orlando Jordan

## K
Leilani Kai -
Maria Kanellis -
Chris Kanyon -
Matthew Kaye -
Frankie Kazarian -
Kelly Kelly -
Brian Kendrick -
Billy Kidman -
Kevin Kiley jr. -
R-Truth -
Gail Kim -
Dennis Knight -
Mike Knox -
Ivan Koloff -
Evan Bourne -
Killer Kowalski

## L
Justin LaRouche -
Zarinoff Lebeouf -
Jack Lanza -
Bobby Lashley -
Bruno Lauer -
Joanie Laurer -
Road Warrior Animal -
Brian Lawler -
Jerry Lawler -
John Layfield -
Brock Lesnar -
Triple H -
Scott Levy -
Steven Lewington -
Paul Lloyd jr. -
Mark LoMonaco -
Michael Lockwood -
Paul London -
Colby Lopez - 
Lex Luger

## M
Peter Maivia Jr. -
Peter Maivia -
Dean Malenko -
Greg Marasciulo -
Robert Marella -
Santino Marella -
Debra Marshall -
Rick Martel -
Andrew Martin -
Judy Martin -
Patrick Martin -
Shelly Martinez -
Ashley Massaro -
Chris Masters -
Antonio Thomas -
William Regal -
Michelle McCool -
Chris McNeil -
Drew McIntyre -
Velvet McIntyre -
Shane McMahon -
Vince McMahon -
Rosa Mendes -
Marc Mero -
Sable -
Debra Ann Miceli -
Shawn Michaels -
Candice Michelle -
Heath Miller -
Big John Studd -
Rey Misterio Sr. -
Nick Mitchell -
Michael Mizanin -
Montel Vontavious Porter -
Jacqueline Moore -
Shannon Moore -
Pedro Morales -
Lisa Moretti -
Matthew Morgan -
Sean Morley -
William Mueller -
Beverly Mullins -
Don Muraco -
Curt Hawkins -
Rey Mysterio

## N
Shinsuke Nakamura - 
Keiko Nakano -
Kevin Nash -
Jim Neidhart -
Nattie Neidhart -
Nicholas Nemeth -
Jamie Noble

## O
Paul Orndorff -
Ricky Ortiz -
Bob Orton Jr. -
Bob Orton Sr. -
Randy Orton -
David Otunga -
Maryse Ouellet

## P
Diamond Dallas Page -
King Kong Bundy -
Chuck Palumbo -
Christopher Parks -
Ken Patera -
Pat Patterson -
Jayson Paul -
Kristopher Pavone -
Eric Pérez -
Melina Perez -
Beth Phoenix -
Roddy Piper -
Terri Poch -
Mike Polchlopek -
Hornswoggle -
Jim Powers -
Oleg Prudius -
Psicosis -
CM Punk -
Ivan Putski

## R
Harley Race -
Robert Rechsteiner -
Scott Rechsteiner -
Amazing Red -
Ryan Reeves -
James Reiher jr. -
Sarona Reiher -
Jason Reso -
Wendi Richter -
Sylvester Ritter -
Jake Roberts -
Dewey Robertson -
Rockin' Robin -
Antonino Rocca -
Johnny Rodz -
Herman Rohde Jr. -
Paul Centopani -
Axl Rotten -
Windham Rotunda -
Jacques Rougeau jr. -
Rick Rude -
Cody Rhodes -
Sherri Russell -
Zack Ryder

## S
Bruno Sammartino -
Frederick Rosser -
Tito Santana -
El Santo -
Kofi Kingston -
Allen Sarven -
Randy Savage -
Chief Jay Strongbow -
Mikel Scicluna -
Michael Seitz -
Peter Senerchia -
The Iron Sheik -
Brandon Silvestry -
Ron Simmons -
Rhonda Sing -
Emil Sitoci -
Arnold Skaaland -
Velvet Sky -
Sgt. Slaughter -
Davey Boy Smith -
Harry Smith -
Timothy Smith -
Gene Snitsky -
Jimmy Snuka -
Monty Sopp -
Stan Stasiak -
Ricky Steamboat -
Ace Steel -
George Steele -
Kevin Steen - 
Lance Storm -
Trish Stratus -
Sharmell Sullivan-Huffman -
Jack Swagger -
Robert Szatkowski

## T
Yoshihiro Tajiri -
John Tenta -
Taryn Terrell -
Rob Terry -
Lou Thesz - 
The Bella Twins -
Travis Tomko -
Eve Torres -
Camille Tourville -
Ray Traylor -
Gabriel Tuft

## V
Maurice Vachon -
Jimmy Valiant -
Johnny Valiant -
Lisa Marie Varon -
Jesse Ventura -
Nikolai Volkoff -
Chris Von Erich -
David Von Erich -
Fritz Von Erich -
Kerry Von Erich -
Kevin Von Erich -
Mike Von Erich

## W
George Wagner -
Sean Waltman -
Koko B. Ware -
Katarina Waters -
Bill Watts -
Johnny Weaver -
Jim Wehba -
Mikey Whipwreck -
Chad Wicks -
Paul Wight -
Lauren Williams -
Rick Williams -
Theodore James Wilson -
Torrie Wilson -
Barry Windham -
Robert Deroy Windham -
Greg Valentine -
Charles Wright -
Martin Wright

## Y
Jushin Thunder Liger -
Naofumi Yamamoto -
Mae Young -
James Yun